# In the Garden
In the Garden är den brittiska gruppen Eurythmics debutalbum, utgivet den 16 oktober 1981. En nyutgåva utkom den 14 november 2005.

## Låtlista
Alla låtar är skrivna och komponerade av Annie Lennox och David A. Stewart, utom "English Summer" och "Caveman Head" som har Roger Pomphrey som medkompositör. 
| Nr  | Titel                           | Längd |
| --- | ------------------------------- | ----- |
| 1.  | English Summer                  | 4:02  |
| 2.  | Belinda                         | 3:58  |
| 3.  | Take Me to Your Heart           | 3:35  |
| 4.  | She's Invisible Now             | 3:30  |
| 5.  | Your Time Will Come             | 4:34  |
| 6.  | Caveman Head                    | 3:59  |
| 7.  | Never Gonna Cry Again           | 3:05  |
| 8.  | All the Young (People of Today) | 4:14  |
| 9.  | Sing-Sing                       | 4:05  |
| 10. | Revenge                         | 4:31  |

| 11. | Le Sinestre                  | 2:44 |
| 12. | Heartbeat Heartbeat          | 2:02 |
| 13. | Never Gonna Cry Again (Live) | 4:36 |
| 14. | 4/4 in Leather (Live)        | 3:05 |
| 15. | Take Me to Your Heart (Live) | 4:57 |